# River Stour, Worcestershire
River Stour är ett 40 km långt vattendrag i England. Det ligger i Worcestershire i regionen West Midlands. Vattendraget är ett östligt vänsterbiflöde till Severn. 